# Balthasar Behem
Balthasar Behem fut un notable lettré polonais de Cracovie. Il naquit en 1450 et mourut en 1508.
Issu du milieu bourgeois de la ville, il fréquenta les cours à l'Université de Cracovie. Inscrit en 1473 à la faculté des arts libéraux, il obtint le degré de bachelier en 1478.
Il devint d'abord clerc en 1488, puis en 1500 greffier et notaire municipal de Cracovie.
Il réalisa le fameux manuscrit dénommé Codex de Balthasar Behem. Il en rédigea les écrits lui-même. Il recopia les privilèges, les droits et les statuts des différents corps de métiers et corporations de la ville. Il mit en ordre l'ensemble des acteurs et des professions qui organisaient la gestion et le fonctionnement de la vie municipale acquis par Cracovie au cours des siècles.
Enfin Balthazar Behem exécuta lui-même l'iconographie, les enluminures des initiales et les différentes rubriques.
Sa mort l'empêcha de terminer son œuvre qui fut continuée par des copistes les siècles suivants.
Son codex est entreposé dans les archives de la bibliothèque Jagellonne de Cracovie.